# Нижний Вербиж
Ни́жний Ве́рбиж (укр. Нижній Вербіж) — село в Коломыйском районе Ивано-Франковской области Украины. Административный центр Нижневербижской сельской общины.
Население по переписи 2001 года составляло 2751 человек. Занимает площадь 11,94 км². Почтовый индекс — 78218. Телефонный код — 03433.

## История
Первое письменное упоминание о селе Нижний Вербиж в «актах городских и земских» датируется 9 декабря 1375 года. В налоговом реестре 1515 года документируется мельница и 5 полей (около 125 га) обрабатываемой земли и еще 3 поля временно свободной.
В 1756 году в селе была построена церковь Рождества Пресвятой Богородицы, включённая в 2013 году в список всемирного наследия ЮНЕСКО.